# Білилівська волость
Білилівська волость — адміністративно-територіальна одиниця Бердичівського повіту Київської губернії з центром у містечку Білилівка.
Станом на 1886 рік складалася з 10 поселень, 9 сільських громад. Населення — 9195 осіб (4552 чоловічої статі та 4643 — жіночої), 1043 дворових господарства.
|                     | Площа, десятин | У тому числі орної, десятин |
| ------------------- | -------------- | --------------------------- |
| Сільських громад    | 8909           | 6002                        |
| Приватної власності | 391            | 293                         |
| Казенної власності  | 1461           | 79                          |
| Іншої власності     | 371            | 183                         |
| Загалом             | 11044          | 6557                        |

Поселення волості:
- Білилівка — колишнє власницьке містечко при річці Роставиця за 40 верст від повітового міста, 4678 осіб, 506 дворів, 2 православні церкви, католицький костел, синагога, 2 єврейських молитовних будинки, школа, поштова станція, 5 постоялих дворів, 13 постоялий будинків, 2 трактири, 20 лавок, водяний млин, цегельний і шкіряний заводи.
- Дерганівка — колишнє власницьке село при річці Роставиця, 1253 особи, 150 дворів, православна церква, школа, постоялий будинок.
- Сестринівка — колишнє власницьке село, 2437 осіб, 297 дворів, православна церква, школа, 5 постоялих будинків.